# Team Stölting/Saison 2014
Diese Liste beschreibt die Mannschaft und die Erfolge des Radsportteams Team Stölting in der Saison 2014.

## Erfolge in der UCI Europe Tour
| Datum        | Rennen                           | Kat. | Sieger           |
| ------------ | -------------------------------- | ---- | ---------------- |
| 22. April    | Gran Premio Palio del Recioto    | 1.2U | Silvio Herklotz  |
| 2. Mai       | Skive-Løbet                      | 1.2  | Phil Bauhaus     |
| 31. Mai      | 4. Etappe Tour de Berlin         | 2.2U | Max Walscheid    |
| 1. Juni      | 5. Etappe Tour de Berlin         | 2.2U | Max Walscheid    |
| 13. Juni     | 2. Etappe Tour of Małopolska     | 2.2  | Maximilian Werda |
| 14. Juni     | 3. Etappe Tour of Małopolska     | 2.2  | Maximilian Werda |
| 12.–14. Juni | Gesamtwertung Tour of Małopolska | 2.2  | Maximilian Werda |
| 31. Juli     | 1. Etappe Volta a Portugal       | 2.1  | Phil Bauhaus     |
| 5. August    | 6. Etappe Volta a Portugal       | 2.1  | Phil Bauhaus     |
| 24. August   | 5. Etappe Baltic Chain Tour      | 2.2  | Phil Bauhaus     |
| 8. September | Kernen Omloop Echt-Susteren      | 1.2  | Phil Bauhaus     |

## Wichtige Erfolge in Rennen nationaler Kalender
| Datum    | Rennen                                          | Kat. | Sieger        |
| -------- | ----------------------------------------------- | ---- | ------------- |
| 15. Juni | Deutsche Meisterschaft – Straßenrennen (U23)    | CN   | Max Walscheid |
| 27. Juni | Deutsche Meisterschaft – Einzelzeitfahren (U23) | CN   | Nils Politt   |

## Zugänge – Abgänge
| Zugänge             | Team 2013            | Abgänge                    | Team 2014    |
| ------------------- | -------------------- | -------------------------- | ------------ |
| Markus Eichler      | Team NetApp-Endura   | Nils Plötner               | Karriereende |
| Yuriy Vasyliv       | LKT Team Brandenburg | Björn Schröder             | Karriereende |
| Lucas Liß           | rad-net Rose Team    | Luke Roberts (bis 25. Mai) | Karriereende |
| Mirco Saggiorato    | EKZ Racing Team      |                            |              |
| Frederik Dombrowski | Neoprofi             |                            |              |

## Mannschaft
| Name                | Geburtstag         | Nationalität |              |
| ------------------- | ------------------ | ------------ | ------------ |
| Phil Bauhaus        | 8. Juli 1994       | Deutschland  |              |
| Felix Dehmel        | 21. August 1990    | Deutschland  |              |
| Jan Dieteren        | 12. April 1993     | Deutschland  |              |
| Frederik Dombrowski | 8. Januar 1992     | Deutschland  |              |
| Arne Egner          | 14. März 1994      | Deutschland  |              |
| Markus Eichler      | 18. Februar 1982   | Deutschland  |              |
| Tim Gebauer         | 13. Mai 1989       | Deutschland  |              |
| Silvio Herklotz     | 6. Mai 1994        | Deutschland  |              |
| Thomas Koep         | 15. September 1990 | Deutschland  |              |
| Lucas Liß           | 12. Januar 1992    | Deutschland  |              |
| Christian Mager     | 8. April 1992      | Deutschland  |              |
| Jan Oelerich        | 30. März 1988      | Deutschland  |              |
| Nils Politt         | 6. März 1994       | Deutschland  |              |
| Mirco Saggiorato    | 16. April 1988     | Schweiz      |              |
| Yuriy Vasyliv       | 13. September 1993 | Deutschland  |              |
| Max Walscheid       | 13. Juni 1993      | Deutschland  |              |
| Maximilian Werda    | 5. Oktober 1991    | Deutschland  |              |
| Stagiaires          | Stagiaires         | Nationalität | Nationalität |
| Jonas Tenbrock      | Jonas Tenbrock     | Deutschland  |              |